# Marta Mizuro
Marta Mizuro (ur. 8 kwietnia 1970) – polska krytyczka literacka i dziennikarka.

## Życiorys
Pochodzi z Głogowa. Ukończyła polonistykę na Uniwersytecie Wrocławskim. Od 1996 do 2000 współpracowała z "Telewizyjnymi Wiadomościami Literackimi", emitowanymi w na antenie TVP 2. Od 2001 do 2004 była redaktorką obecnie zawieszonego wrocławskiego „Tygodnika Internetowego TIN”. Regularnie publikuje recenzje w „FA-arcie”, „Nowych Książkach”, „Literze”, „Zwierciadle”, a także na łamach portalu Polskiego Radia. Stale współpracuje z działem kultury portalu Onet.pl jako recenzentka książkowa. Obecnie pracuje w miesięczniku „Odra”. Jest związana z Międzynarodowym Festiwalem Opowiadania oraz Międzynarodowym Festiwalem Kryminału, na których prowadzi warsztaty pisarskie. Była członkiem jury Nagrody Wielkiego Kalibru.
Jest autorką powieści kryminalnej „Cicha przystań”. Laureatka Nagrody im. Ludwika Frydego, przyznawanej przez Międzynarodowe Stowarzyszenie Krytyki Literackiej (2002). Mieszka we Wrocławiu.